# Till We Drop
Till We Drop war eine von 2009 bis 2014 bestehende Pop-Punk-/Metalcore-Band aus dem ungarischen Budapest.

## Geschichte
Die Musiker der Band spielten bereits vor der Gründung von Till We Drop im Jahr 2009 in diversen Underground-Bands. Bereits im Februar 2010 veröffentlichte Till We Drop die Single Twenty Two. Im März desselben Jahres gab die Gruppe ihr erstes Konzert und wird seitdem von Monster Beverage gesponsert. Im Juli wurde ein Promovideo für Be Kind, Please Rewind! aufgenommen. Am 25. Dezember 2010 veröffentlichte die Gruppe das erste Musikvideo.
Nachdem die Gruppe eine Ungarn-Tour mit der Punkband The Idoru absolvierte und einen Vertrag beim deutschen Label Let It Burn Records unterzeichnete, begannen die Arbeiten an dem Debütalbum, welches im Oktober 2011 veröffentlicht wurde. Das Artwork stammt von Róbert Borbás von Grinddesign, welcher bereits Artworks für Suicide Silence, Bring Me the Horizon, Gwar, The Southern Oracle, As I Lay Dying, Suffokate und All Shall Perish entworfen hat. Im November tourte Till We Drop gemeinsam mit The Blackout Argument und Social Suicide durch Deutschland, Österreich und die Schweiz.
Till We Drop bestand aus dem Sänger Peter John Kiss, den Gitarristen Ferenc Orbán und Endre Újhelyi, dem Bassisten Bálint Molnár, sowie dem Schlagzeuger Máté Orbán. Sänger Peter John Kiss wurde in Kanada geboren und zog mit der Familie nach Ungarn.
Am 3. Februar 2014 gab die Band offiziell ihre Auflösung bekannt.

## Stil
Till We Drop spielten Pop-Punk, welchen die Gruppe mit Elementen des Metalcore vermischte, auch „Easycore“ genannt. Metalnews verglich diesen Musikstil mit dem von Bands wie A Day to Remember und Four Year Strong, wobei der Kritiker der Band Einfallslosigkeit vorwarf. Tobias Eberhardt von „wtu-music“ hingegeben beschrieb den Stil als Musik von New Found Glory mit Deathcore-Anleihen. Tanja Adis von Heartbeat Media bezeichnet die Gruppe als „die neuen Close Your Eyes“. Auch wurden Set Your Goals als musikalische Referenzen genannt. Phasenweise erinnerte die Musik der Gruppe auch an The Offspring.
Auf Burnyourears wurde die Musik als eine einfallslose Kopie von A Day to Remember bezeichnet.

## Diskografie
- 2011: The Summer Triangle (Album, Let It Burn Records)
- 2013: Skyward  (EP, Eigenproduktion)